# Грб Новог Горажда
Грб Новог Горажда је званични грб српске општине Ново Горажде. Грб је усвојен 2005. године.
Симбол општине је грб који подсјећа на амблеме из комунистичког периода, а садржи и неколико хералдистичких нелогичности.

## Опис грба
Грб Новог Горажда је бијело обрубљени штит, трипут лијевокосо раздијељен у црвено, плаво и бијело, преко свега тога стоје три бијела повезана прстена надвишена крстом изнад три валовите линије. У заглављу стоји бијелим словима име општине: „Ново Горажде“, у подножју на бијело обрубљеној ленти године 1444—1999. Изнад штита је стилизована црвена градска круна.